# Karl Ernst Wilhelm von Canitz und Dallwitz

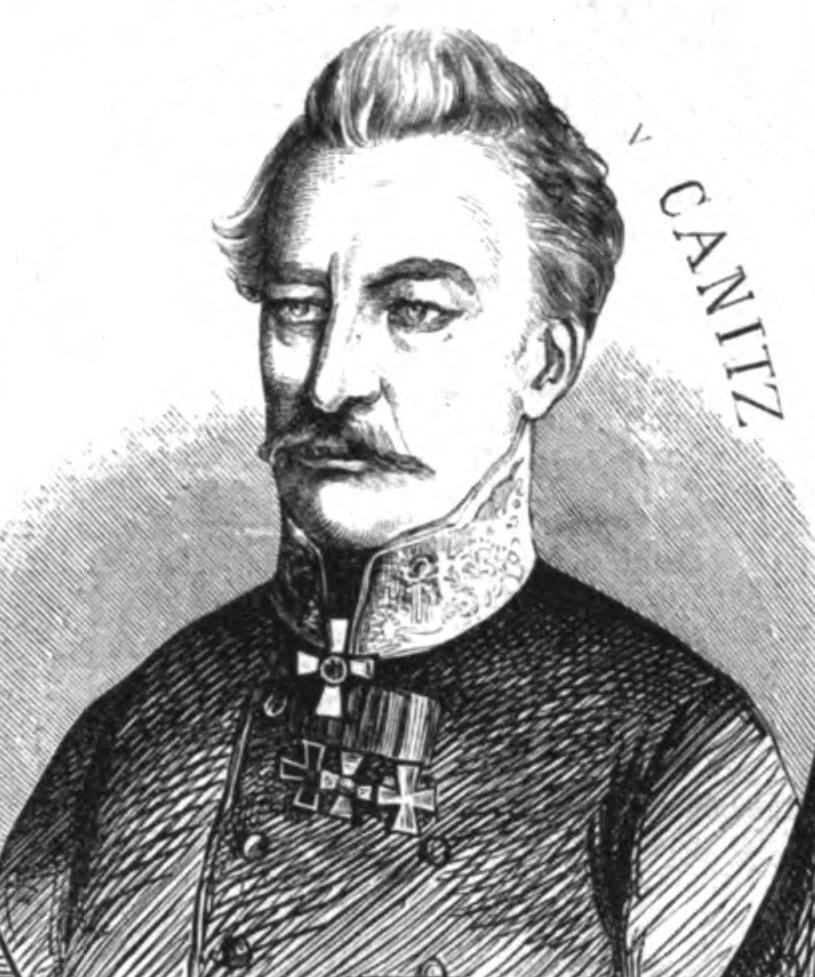

Karl Ernst Wilhelm Freiherr von Canitz und Dallwitz (17 de noviembre de 1787, en Kassel - 25 de abril de 1850, en Frankfurt (Oder)) fue un general y hombre de estado prusiano.
Canitz und Dallwitz provenía de una familia aristocrática con raíces en el actual municipio de Thallwitz, en el área de Meissen-Sajonia del Mulde. En la Universidad de Marburg estudió jurisprudencia y después ingresó en el servicio de Hesse-Kassel. Durante la campaña de 1806 se unió al Ejército prusiano. En 1812 fue asignado al estado mayor del General Ludwig Yorck von Wartenburg, como parte del Ejército prusiano que partió hacia Rusia. Después de la firma de la Convención de Tauroggen entró en el servicio ruso. Aquí participó en la campaña sobre Berlín y Hamburgo a las órdenes de Friedrich Karl von Tettenborn. Durante el cese el fuego en 1813 retornó al servicio prusiano y de nuevo sirvió en el personal del general Yorck. Después de la guerra formó parte del Generalkommando (Comando de Cuartel General) en Breslau.
En 1821, Canitz und Dallwitz se convirtió en adjunto del Príncipe Guillermo, el hermano de Federico Guillermo III de Prusia, y simultáneamente fue profesor en el Allgemeine Kriegsschule (Colegio General de Guerra), que después se convertiría en la Academia Militar Prusiana, en Berlín. En este periodo escribió anónimamente el libro: Betrachtungen über die Thaten und Schicksale der Reiterei in den Feldzügen Friedrichs II. und der neuern Zeit; español: Observaciones sobre las Acciones y Destino de la Caballería en las Campañas de Federico II y Tiempos Modernos (Berlín 1823-24). Cuando Prusia asumió el rol de mediador en la Séptima guerra rusa-turca en 1828, Canitz und Dallwitz fue enviado como enviado extraordinario a Constantinopla.
En 1830 pasó a ser jefe de Estado Mayor general en la Guardia de Corps, y poco después comandante del 1.º Regimiento de Húsares (1. Leib-Husaren-Regiment Nr. 1). Durante la rebelión polaca contra Rusia, se mantuvo en el cuartel general de Mariscal de Campo ruso Hans Karl von Diebitsch. En 1833 fue un enviado a la corte de Hesse-Kassel y fue ascendido a Mayor General. A parir de 1837 fue un enviado en Hannover y Braunschweig, y entre 1842 y 1845 en Viena.
Después de la dimisión de Heinrich von Bülow (1845), Canitz und Dallwitz fue nombrado Ministro de Exteriores Prusiano. Alineó su política exterior con la de austríacos y rusos, y también influyó en la política doméstica con su fuerte perspectiva provinciana. El 17 de marzo de 1848 dimitió, junto con el resto del gobierno de Bodelschwingh. En mayo de 1849 fue enviado a Viena, para asegurar el acuerdo sobre la creación de una federación más estrecha, según los planes de Prusia. Sin embargo, Canitz und Dallwitz fue obligado a retornar con la manos vacías. Después asumió el mando de la 5.ª División, en Frankfurt (Oder).
Karl Ernst Wilhelm Freiherr von Canitz und Dallwitz murió el 25 de abril de 1853 en Frankfurt (Oder).
- Datos: Q881567